# Aniol Ekai Bujalance
Aniol Ekai Bujalance   (Pamplona, 12 de juny de 1997) és un esportista català que competeix en crossfit. Després d'iniciar-se en el crossfit l'any 2013 com a preparació per al futbol, esport que va practicar fins al 2019 arribant a jugar a Primera Catalana amb el Club de Futbol Lloret com a central, el 2017 va començar a exercitar-se en el crossfit amb major dedicació. El 2022 va debutar en una competició i el 2024 va quedar quart a l'Europeu i divuitè als CrossFit Games celebrats a Fort Worth al mes d'agost.